# Woman World
Woman World ist ein feministischer Comic der kanadischen Künstlerin Aminder Dhaliwal. Die utopische Science-Fiction-Geschichte wurde durch die #MeToo-Bewegung inspiriert und zeigt eine matriarchale Gesellschaft, in der Männer ausgestorben sind. Dhaliwal veröffentlichte die kurzen Comicstrips mit wachsendem Erfolg ab März 2017 bei Instagram. Im September 2018 erschien ein Sammelband bei Drawn and Quarterly, für den Dhaliwal einen großen Teil ihrer Illustrationen überarbeitete.

## Inhalt
Die Science-Fiction-Geschichte zeichnet in mehr oder weniger zusammenhängenden, kurzen Episoden eine matriarchale Gesellschaft, in der Männer wegen eines Gendefekts ausgestorben sind. Der erste Cartoon zeigt eine Frau mit langen Haaren, die nackt vor einer Menge ausruft „Die Männer sind ausgestorben!“ (auf Englisch „The men are extinct!“). Aber auch Naturkatastrophen wie Wirbelstürme und Waldbrände haben der Menschheit zugesetzt. Im Mittelpunkt der Utopie stehen das Dorf „Beyoncé’s Thighs“ und dessen Bewohnerinnen. Die Flagge der kleinen Siedlung zeigt als Zeichen weiblicher Stärke die Oberschenkel von Beyoncé. Nur die älteren Frauen können sich noch an Männer erinnern und unterhalten die Jüngeren regelmäßig mit Geschichten aus der Vergangenheit. Die weibliche Gesellschaft ist nicht unbedingt erfreut über das Aussterben der Männer, vermisst diese aber auch nicht allzu sehr. Samenbanken und alternative Fortpflanzungsmöglichkeiten sichern den Fortbestand des Matriarchats. Die Frauen leben friedlich und kooperativ in der futuristischen Gesellschaft zusammen. Sie führen philosophische Gespräche, bauen ein Krankenhaus für das Dorf oder versuchen, die Funktion von Ruinen aus der alten Welt zu ergründen – dabei erkunden sie beispielsweise verfallene Filialen von Blockbuster und Starbucks. In einem anderen Handlungsstrang findet ein junges Mädchen eine antike DVD mit dem Film Der Kaufhaus Cop und ist erfreut über den raren Blick in die Vergangenheit der Menschheit. Die Bürgermeisterin Gaia scheut sich in ihrer Kampagne zur Wiederwahl wegen Lampenfieber, um Stimmen zu werben, obwohl sie die einzige Kandidatin und Nudistin ist.

## Entstehung und Stil
Auf der Suche nach einem Thema versuchte sich Dhaliwal an verschiedenen Webcomics, fand aber erst durch die #MeToo-Bewegung ihre Inspiration. Dhaliwal nahm am 21. Januar 2017 am Women’s March on Washington teil – ihr Schild zeigte ein Zitat der Figur Leslie Knope aus der Serie Parks and Recreation: „If I was a stripper, my name would be Equality“ (auf Deutsch „Wenn ich eine Stripperin wäre, würde ich Gleichstellung heißen“). Anschließend wollte sie die erlebte Stimmung als Comic einfangen, das Thema Feminismus erschien ihr durch #MeToo zugänglicher als zuvor. Angeregt insbesondere durch das Motto „The future is female“ (auf Deutsch „Die Zukunft ist weiblich“) und die Lektüre von Keine Zukunft für Adam des Genetikers Bryan Sykes entstand das zentrale Motiv von Woman World.
Prägend waren außerdem Dhaliwals Erfahrungen durch die Arbeit an einer Pilotfolge, die nicht als Serie umgesetzt wurde. Nicht nur wurde ihre Idee abgelehnt, nach drei Jahren Arbeit war sie mit dem Resultat ziemlich unzufrieden, da sich der Pilot durch äußeren Einfluss weit von ihrer ursprünglichen Vorstellung entfernt hatte. Die Folge sei am Ende nur eine Sammlung unzähliger Produktionsnotizen gewesen, denen sie ihre eigene Idee zu sehr untergeordnet habe. Durch diese Erfahrung kamen ihr Zweifel an ihrer künstlerischen Ausdrucksweise und Stimme, insbesondere bezogen auf den Humor. Letztendlich fand Dhaliwal nach eigenem Bekunden mit Woman World zu einer kraftvolleren Stimme und mehr Mut, sich für Themen öffentlich einzusetzen, die ihr wichtig seien.
Mit ihrem Webcomic wollte sie sich Feminismus auf eine lustige und leichtfüßige Art nähern. Ungefähr zwei Monate nach ihrer Teilnahme am Women’s March startete sie Woman World auf Instagram. Erste Konzepte und Texte entstanden im engen Austausch mit den befreundeten Künstlerinnen Megan Dong und Maha Tabikh, die Korrespondenz ist als Anhang in der Printausgabe enthalten. Dhaliwal veröffentlichte über ein Jahr lang fast täglich einen neuen Comicstrip online und gewann damit nach und nach gut 150.000 Follower. Wegen des Onlineformats wählte Dhaliwal bewusst einen reduzierten und minimalistischen Zeichenstil, der zum größten Teil auf Hintergründe verzichtet, um den Inhalt in den Mittelpunkt zu rücken. Bei der ebenfalls sparsamen Kolorierung wurde sie zum Teil von ihrem Ehemann Nikolas Ilic unterstützt.
Die Figuren sollen zum einen unterschiedliche Persönlichkeitsaspekte der Künstlerin repräsentieren: Yumi steht beispielsweise für Unsicherheit und Zweifel; Gaia zeigt einen Mangel an Scham, beweist aber auch Führungsstärke. Zum anderen gestaltete sie die Charaktere vielfältig, um unterschiedliche sowie übersehene Facetten weiblicher Schönheit zeigen zu können. Der Ärztin etwa mussten beide Brüste durch eine Mastektomie entfernt werden, der lesbischen Layla fehlt das rechte Bein, weswegen sie eine Prothese trägt.

## Veröffentlichungen
Im September 2018 brachte Drawn and Quarterly die einzelnen Episoden als Sammelband heraus. Für die Buchveröffentlichung überarbeitete Dhaliwal die Comics zu einem großen Teil, da sie das Timing der Onlinevariante oft nicht passend übertragen konnte. Sie verschob etwa Bilder, sodass die Pointe erst nach dem Umblättern zu lesen ist, oder platzierte weniger Panels auf den Seiten, um der Geschichte mehr Raum zu geben. Außerdem hatte sie ihre Illustrationen für Instagram bewusst reduziert gestaltet, um das Augenmerk auf den Inhalt zu lenken. Für die Printausgabe erschien ihr der Stil als zu sparsam, weswegen sie die Comics um zahlreiche Hintergrundzeichnungen ergänzte. Abgesehen von einer Einleitungssequenz, die die Umstände der utopischen Welt genauer erklärt, beschränken sich die einzelnen Comicstrips auf ein bis zwei Seiten. Das Werk wurde ins Französische, Portugiesische und Türkische übersetzt.

## Kritiken
Obwohl Woman World laut Hillary Brown im Paste Magazine in einem post-apokalyptischen Szenario spielt, werfe Dhaliwal einen ungewöhnlich sonnigen Blick auf den Stand der Dinge. Trotz der etwas schrägen Prämisse zünde der Humor und das Werk habe eine sonderbar beruhigende Wirkung. Die Rezensistin empfindet den Comic als ein positives Gegenstück zu SuperMutant Magic Academy von Jillian Tamaki („it takes place post-apocalypse but has an oddly sunny view on its state of things […] it’s also strangely soothing […] like the other side of the coin to SuperMutant Magic Academy“).
Suzanne Andrew beschreibt das Werk bei Quill & Quire als erfrischend lustige und einfallsreiche feministische Satire der #MeToo-Ära. Dhaliwal zeige eine Utopie, in der Frauen wieder gelernt hätten, auszureden, da Männer sie nicht mehr unterbrechen könnten („a refreshingly funny and imaginative feminist satire for the #MeToo era […] women learn to talk again because they’re no longer being interrupted“).
Woman World zeige eine entspannte, sanfte, aber auch schräge Utopie, hält Etelka Lehoczky bei NPR fest. In der Fantasie von Dhaliwal eskalierten Konflikte ohne Männer weit weniger, Auseinandersetzungen würden viel lässiger und im konstruktiven Gespräch ausgetragen. Tatsächlich seien die Figuren insgesamt etwas zu entspannt und dadurch zum Teil nicht differenziert genug ausgestaltet („they are […] mellow […] without men, a lot of conflicts simply don’t escalate the way they do in our reality […] the characters are a bit too wry, to the point where they’re undifferentiated“).
Bei The Comics Beat stellt Woman World für Philippe Leblanc einen der besten Comics des Jahres 2018 dar. Auch wenn die Ausgangslage der Geschichte trostlos erscheinen mag und der Humor mancher Episoden trocken ausfalle, sei der Comic alles andere als eine düstere Angelegenheit. Dhaliwal schaffe eine gelungene Balance zwischen der trostlosen Prämisse und leichtfüßigem Witz, um damit herrlich komische Situationen zu erschaffen. Ihre Illustrationen fielen zwar sparsam und zurückhaltend aus, seien dem Inhalt aber absolut angemessen („the premise sounds depressing and bleak, the book is far from being a dark somber affair […] she balances her dark premise with the precise amount of levity and wit to create wonderfully comedic situations […] Dhaliwal’s art is sparse […] muted and perfectly appropriate for the material“).
Tom Batton im Library Journal fasst den Comic als nachdenklich und urkomisch zusammen. Doch trotz des Humors habe Dhaliwal größere Ambitionen und setze sich unter anderem mit Feminismus, Fortschritt, Liebe sowie Politik auseinander. Dabei beweise sie große Leidenschaft und zeige einen klaren Blick für die Themen („thoughtful, hilarious first book […] Dhaliwal ultimately has larger ambitions – exploring love, politics, progress, and feminism with great compassion and a keen eye“).